# Casas Bajas (kommunhuvudort)

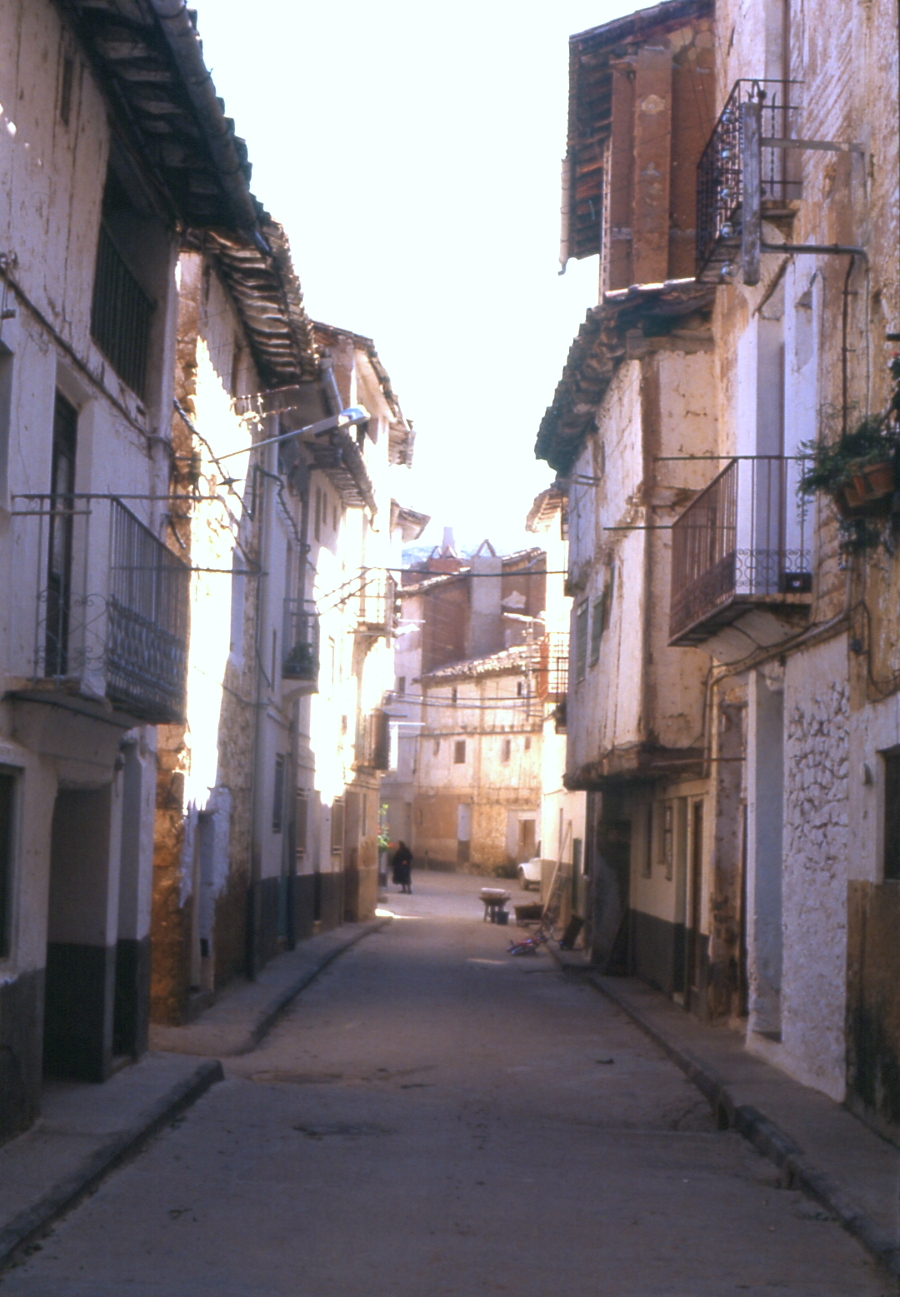
Casas Bajas, Calle del Paso år 1987

Casas Bajas är en kommunhuvudort i Spanien.   Den ligger i provinsen Província de València och regionen Valencia, i den centrala delen av landet, 210 km öster om huvudstaden Madrid. Casas Bajas ligger 708 meter över havet och antalet invånare är 243.
Terrängen runt Casas Bajas är huvudsakligen kuperad. Casas Bajas ligger nere i en dal som går i nord-sydlig riktning. Runt Casas Bajas är det mycket glesbefolkat, med 3 invånare per kvadratkilometer. Närmaste större samhälle är Ademuz, 5,2 km norr om Casas Bajas. 